# Jane Nikołowski
Jane Nikołowski (ur. 12 grudnia 1973 w Prilepie) – macedoński piłkarz grający na pozycji bramkarza.

## Kariera
Jest wychowankiem Pobedy Prilep, a następnie grał w Prespie Resen, Pelisterze Bitola, greckim Apollonie Kalamaria, Słodze Skopje, bułgarskiej Sławii Sofia, Napredoku Kiczewo, irańskim Persepolis FC, chorwackim NK Slaven Belupo i cypryjskich APOEL-u Nikozja i AEP Pafos. W 2010 roku zakończył karierę sportową.
W reprezentacji Macedonii zagrał 25 razy. W eliminacjach do Euro 2008 był podstawowym zawodnikiem kadry narodowej.

## Mecze w el. Euro 2008
- Estonia - Macedonia 0:1 90 minut
- Macedonia - Anglia 0:1 90 minut
- Anglia - Macedonia 0:0 90 minut
- Andora - Macedonia 0:3 90 minut
- Macedonia - Rosja 0:2 90 minut
- Chorwacja - Macedonia 2:1 90 minut
- Macedonia - Izrael 1-2 90 minut